# The Associates
The Associates – szkocka nowofalowa grupa muzyczna, która działała w latach 80. XX wieku.

## Skład
- Billy Mackenzie – wokal
- Alan Rankine – gitary i instrumenty klawiszowe
- Michael Dempsey – gitara basowa (były członek zespołu The Cure)
- John Murphy, później członek zespołów SPK i Death In June – w 1981 roku grał z The Associates na perkusji
- Steve Goulding, poprzednio w zespole Graham Parker & the Rumour, a potem w The Mekons – w 1982 roku grał z The Associates na perkusji
- Howard Hughes współpracował także później z Billym Mackenziem
- Martha Ladly – chórki w Sulk poprzednio wokalistka Martha and the Muffins
- Robert Smith – chórki w The Affectionate Punch z The Cure (w tym czasie nagrywali także dla wytwórni Fiction)

## Dyskografia

### Albumy oraz kompilacje
- The Affectionate Punch (Fiction, 1980)
- Fourth Drawer Down (Situation Two, 1981)
- Sulk (WEA, 1982)
- The Affectionate Punch (Remixed) (Fiction, 1982)
- Perhaps (WEA, 1985)
- The Glamour Chase (WEA, 1988) – but unreleased until 2003
- Wild And Lonely (circa 1990)
- Popera (WEA East West, 1990)
- The Radio 1 Sessions (Nighttracks, 1994)
- Double Hipness (V2, 2000)
- Radio 1 Sessions Volume 1;1981-83 (Strange Fruit, 2003)
- Radio 1 Sessions Volume 2;1984-85 (Strange Fruit, 2003)
- Singles (Warners, 2004)

## Single
- Boys Keep Swinging (Double Hip, 1979)
- A (1981)
- Would I...Bounce Back? (1981)
- Q Quarters (Situation Two, 1981)
- Tell Me Easter's on Friday (Situation Two, 1981)
- Kites [as 39 Lyon Street] (1981)
- Kitchen Person (Situation Two, 1981)
- Message Oblique Speech (Situation Two, 1981)
- White Car in Germany (Situation Two, 1981)
- Party Fears Two (WEA, 1982) UK #9
- Club Country (WEA, 1982) UK #13
- 18 Carat Love Affair/Love Hangover (WEA, 1982) UK #21
- Those First Impressions (1984) UK #43
- Waiting For the Love Boat (1984) UK #53
- Breakfast (1984) UK #49
- Take Me To the Girl (1985) UK #95
- Heart of Glass (1988) UK #56
- Fever (1990) UK #81
- Fire to Ice (1990) UK #92
- Just Can't Say Goodbye (1990) UK #79